# Ponta da Caveira
A Ponta da Caveira é um promontório rochoso localizado próximo da freguesia da Caveira na costa leste da ilha das Flores, a 1,5 milhas marítimas do porto de Santa Cruz das Flores e a 3,5 milhas marítimas do porto de Lajes das Flores.
Este promontório caracteriza-se por ser uma extensa língua de terra que se encontra mar adentro formada por escoadas de lavas em diferentes épocas geológicas formando diversas fendas e grutas na parede, originadas por tubos de lava de grandes dimensões.
Encontra-se grande endemismos da flora típica da Macaronésia e dá abrigo no seu lado setentrional à Gruta dos Enxaréus, sendo esta a maior gruta da ilha das Flores, com cerca de 50 metros de comprimento e 25 de largura.
Os fundos marítimos de toda esta zona, incluindo os fundos do interior das fendas e das grutas, é constituído, maioritariamente, por calhaus rolados, blocos rochosos e pequenas clareiras de areia. Sobre este fundo, e na parede rochosa circundante, verifica-se a existência de uma enorme variedade de algas.
Trata-se de uma boa zona de observação marinha podendo a través do mergulho efetuado desde junto à costa até ao extremo do Ponta da Caveira, observar uma fauna variadíssima.
A cota de profundidade é muito variável, iniciando-se junto ao pé da parede rochosa da Ponta da Caveira, até ao fundo, que se encontra a cerca de 17 metros de profundidade e para Este, ao longo da parede rochosa que aumenta de profundidade até um máximo de 25 metros.
Na parte sul do promontório e frequentemente por volta dos 10 metros de profundidade observam-se diversas espécies de pelágicos em que se destacam as Anchovas os Lírios e as Serras que geralmente a volta de cardumes de chicharro.

## Faunaefloraobservável
- Arreião (Myliobatis aquila),
- Água-viva (Pelagia noctiluca),
- Alga vermelha (Asparagopsis armata),
- Anêmona-do-mar (Alicia mirabilis),
- Alface do mar (Ulva rígida)
- Ascídia-flor (Distaplia corolla),
- Asparagopsis armata
- Aglophenia tubulifera,
- Abrótea (Phycis phycis)
- Barracuda (Sphyraena),
- Boga (Boops boops),
- Bodião (labrídeos),
- Castanhetas-amarelas (Chromis limbaíai),
- Castanhetas-pretas (Abudefduflundus)
- Caravela-portuguesa (Physalia physalis),
- Chicharro (Trachurus picturatus).
- Craca (Megabalanus azoricus).
- Estrela-do-mar (Ophidiaster ophidianus),
- Garoupa (Serranus atricauda),
- Lírio (Campogramma glaycos),
- Mero (Epinephelus itajara),
- Moreia-preta (Muraena augusti)
- Ouriço-do-mar-negro (Arbacia lixula),
- Peixes-rainha (Thalassoma pavo),
- Peixe-cão (Bodianus scrofa),
- Peixe-porco (Balistes carolinensis),
- Peixe-balão (Sphoeroides marmoratus),
- Peixe-rei (Coris julis),
- Polvo (Octopus vulgaris),
- Pomatomus saltator
- Polychaeta,
- Ratão (Taeniura grabata),
- Sargo (Diplodus sargus cadenati).
- Salmonete (Mullus surmuletus),
- Trachurus picturatus,
- Veja (Spansoma cretense).
- Zonaria flava,